# 吉田輝雄
吉田 輝雄（よしだ てるお、1936年3月23日 - ）は、大阪府高槻市出身の俳優、歌手。

## 来歴・人物

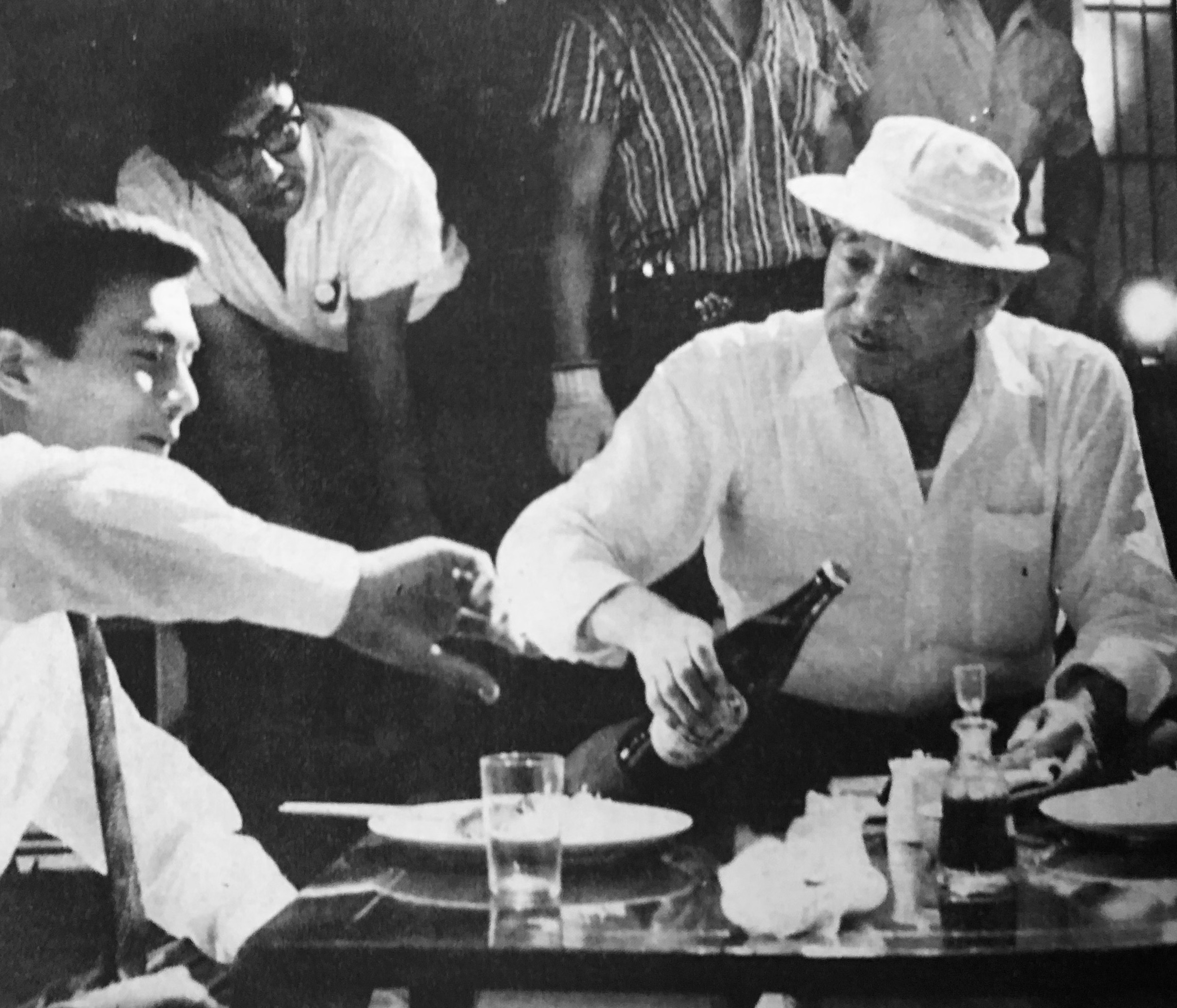
『秋刀魚の味』（1962年）の撮影現場。吉田、小津安二郎。

高槻市立第一中学校時代は野球部に属していた。北陽高等学校、立命館大学経済学部卒業後、1958年湯浅電池に入社（営業部に配属）。翌1959年、新東宝の大蔵貢社長にスカウトされ、湯浅電池を退職後、新東宝に入社。菅原文太、高宮敬二、寺島達夫ら長身の若手二枚目スターと共に「ハンサムタワーズ」として売り出し、主演スターとして活躍。代表作『地帯（ライン）シリーズ』（監督・石井輝男）では、天知茂、三原葉子らと共演。このシリーズは5部作にも及ぶ人気シリーズになった。
1961年、新東宝の倒産に伴い、ハンサムタワーズのメンバーと共に松竹へ移籍。メロドラマや文芸作品が多かった松竹では主に『愛染かつら』、『古都』等で岡田茉莉子、岩下志麻、倍賞千恵子、牧紀子など松竹のスター女優の相手役を務めた。1967年、東映に移籍。東映では主に『網走番外地』シリーズ等、新東宝で一緒だった石井輝男監督作品を活躍の場とし、『徳川女系図』、『徳川女刑罰史』等、1968〜69年にかけての「東映異常性愛路線」では主演及び準主演を務め、石井作品の常連俳優として活躍した。
1970年に東映を辞め、テレビドラマに活躍の場を移すが、脇役に回ることが多くなる。後に大阪や京都でクラブを経営。
2002年には、高宮敬二と共に「ハンサムタワーズ」として復活歌手デビュー。
2019年12月3日、ラピュタ阿佐ヶ谷で開催された「石井輝男 キング・オブ・カルトの猛襲」のトークイベントに生活拠点の大阪から駆けつけてゲスト出演している。

## 主な出演

### 映画
※太字は主演作
- 大学の御令嬢（1959年、新東宝）
- 金語楼の海軍大将（1959年、新東宝） - 葛城中尉
- 爆弾を抱く女怪盗（1960年、新東宝）
- 女体渦巻島（1960年、新東宝）
- 黄線地帯 イエローライン（1960年、新東宝）
- 女王蜂と大学の竜（1960年、新東宝）
- 拳銃と驀走（1960年、新東宝）
- 男の世界だ（1960年、新東宝）
- 女岩窟王（1960年、新東宝）
- 火線地帯（1961年、新東宝）
- 東京湾の突風野郎（1961年、新東宝）
- 俺は都会の山男（1961年、新東宝）
- セクシー地帯（ライン）（1961年、新東宝）
- ママおうちが燃えてるの（1961年、松竹）
- 今年の恋（1962年、松竹）
- 男の歌（1962年、松竹）
- 愛染かつら（1962年、松竹）
- 東京さのさ娘（1962年、松竹）
- 求人旅行（1962年、松竹）
- 秋津温泉（1962年、松竹）
- 霧子の運命（1962年、松竹）
- 泣いて笑った花嫁（1962年、松竹）
- 大学かぞえうた 先輩後輩（1962年、松竹）
- 続・愛染かつら（1962年、松竹）
- 秋刀魚の味（1962年、松竹）
- 踊りたい夜（1963年、松竹）
- 咲子さんちょっと（1963年、松竹）
- 古都（1963年 松竹） - 第36回米国アカデミー賞外国語映画賞本選ノミネート作品。
- 100万人の娘たち（1963年、松竹）
- 真っ赤な恋の物語（1963年、松竹）
- 独立美人隊（1963年、松竹）
- 女弥次喜多 タッチ旅行(1963年、松竹)
- 彼女に向かって突進せよ(1963年、松竹)
- 恋と出世に強くなれ!（1963年、松竹）
- スター誕生（1963年、松竹）
- 駆逐艦雪風（1964年、佐野芸能プロダクション・松竹）
- 女嫌い（1964年、松竹）
- 恋人よ（1964年、松竹）
- 男の影（1964年、松竹）
- 犯罪のメロディー（1964年、松竹）
- 渚を駈ける女（1964年、松竹）
- お座敷小唄（1965年、松竹）
- 求婚旅行（1965年、松竹）
- 続東京流れ者 海は真っ赤な恋の色（1966年、日活）
- 神火101 殺しの用心棒（1966年、松竹）
- 日本ゼロ地帯 夜を狙え（1966年、松竹）
- 大悪党作戦（1966年、松竹）
- 網走番外地 南国の対決（1966年、東映）
- 網走番外地 大雪原の対決（1966年、東映）
- 網走番外地 決斗零下30度（1967年、東映）
- 決着(おとしまえ)（1967年、東映）
- 純情二重奏（1967年、松竹）
- 任侠 魚河岸の石松（1967年、東映）
- 続 決着(おとしまえ)（1968年、東映）
- 陸軍諜報33（1968年、東映） - 柿沼一郎
- 徳川女系図（1968年、東映）
- 吸血鬼ゴケミドロ（1968年、松竹）
- 温泉あんま芸者（1968年、東映）
- 徳川女刑罰史（1968年、東映）
- 夜の歌謡シリーズ 伊勢佐木町ブルース（1968年、東映）
- 関東おんなド根性（1969年、大映）
- 謝国権「愛」より （秘）性と生活（1969年、東映）
- 明治大正昭和 猟奇女犯罪史（1969年、東映）
- 霧のバラード (1969年、松竹)
- やくざ刑罰史 私刑!（1969年、東映）
- 異常性愛記録 ハレンチ（1969年、東映）
- 徳川いれずみ師 責め地獄（1969年、東映）
- 江戸川乱歩全集 恐怖奇形人間（1969年、東映）
- 日本暗殺秘録（1969年、東映） - 来島恒喜
- 残酷・異常・虐待物語 元禄女系図（1969年、東映）
- 殺し屋人別帳（1970年、東映）
- (秘)セックス恐怖症（1970年、東映）
- 無頼平野（1995年、ビターズ・エンド）
- 石井輝男映画魂（2010年、ワイズ出版）

### テレビドラマ
- ライオン奥様劇場（CX）
  - 愛染かつら （1965年）
  - 古都 （1966年）
  - 月よりの使者 （1966年）
  - 暖流（1967年）
- 夫婦百景 第354話「オシャベリ夫人」（1966年、NTV）
- プレイガール（東京12ch・東映）
  - 第2話「殺しへの大脱走」（1969年） ※吉田輝夫名義
  - 第128話「女はざんげか衝撃の告白」（1971年） - 池谷
- 天使の羽根（1969年、NHK） - 長谷一樹
- フラワーアクション009ノ1 第9話「縁結びトランプ仁義」（1969年、CX・東映） - 神代和夫 ※吉田輝夫名義
- ゴールドアイ （1970年、NTV・東映） - 吉岡輝夫
- 柳生十兵衛 第8話「人買い港」（1970年、CX・東映）
- 水戸黄門（TBS・C.A.L）
  - 第2部 第6話「仇討ち無情 -松島-」（1970年11月2日） - 和七郎
  - 第3部 第11話「恩讐の通し矢 -岡崎-」（1972年2月7日） - 福知宗右衛門
  - 第5部 第17話「酔いどれ用心棒・松山」（1974年7月29日） - 武藤又兵衛
  - 第8部 第21話「黄門さまも人の親・高松」（1977年12月5日） - 松平頼常
  - 第25部 第13話「若様の水門破り・高松」（1997年3月17日） - 西尾速水
  - 第28部
    - 第23話「最強の敵現る!危うし白鷺城・姫路」（2000年8月21日） - 登川弾正
    - 第29話「妻を裏切る夫の本心・広島」（2000年10月16日） - 潮田主馬

  - 第37部 第23話「次期将軍を狙った野望・水戸・江戸」（2007年9月17日） 貝原益軒
- 輪島恋歌（1971年、TBS・栄ブロ） ※吉田輝夫名義
- 仮面ライダー 第12話「殺人ヤモゲラス」 （1971年、毎日放送・東映） - 白川保博士
- ザ・ガードマン 第337話「奥さんがよろめく時殺人が起る」（1971年、TBS・大映テレビ室）
- 清水次郎長 第18話「罠をしかけた女」（1971年、CX・東映・タケワキプロ）　- 般若の喜太郎
- 銭形平次 （CX・東映）
  - 第277話「狼が死ぬ時」（1971年） - 津雲半兵ヱ
  - 第487話　鬼の棲む町」（1975年） - 人斬り主膳
- 大岡越前（TBS・C.A.L） 
  - 第2部 第14話「呪われた鎧」（1971年8月16日） - 坂田左馬之介
  - 第3部 第15話「天狗の眠り」（1972年9月18日） - 楠本立泉
- 清水次郎長 第18話「罠を仕掛けた女」（1971年、CX・東映）
- ターゲットメン 第11話「はいえな野郎を追え」（1971年、NET・東映） - 加賀運送倉庫社長
- 笹沢佐保股旅シリーズ 第1話「中山峠に地獄を見た」（1972年、CX・C.A.L）
- お祭り銀次捕物帳 第2話「裏切られた女」（1972年、CX・東映） - 北原左八郎
- さすらいの狼 第23話「幕末ガンマン」（1972年、NET・東映）
- 眠狂四郎 第12話「鮮血は愛を染めた」（1972年、KTV・東映）
- 大江戸捜査網第3シリーズ 第24話「裏切りの報酬」（1974年、東京12ch・三船プロ）  - 銀次
- 幡随院長兵衛 第19話「怪談・鬼火ヶ淵」（1974年、MBS） - 新八郎
- なにわの源蔵事件帳（1981年 - 1982年、NHK大阪） - 剣持警部
- 新・なにわの源蔵事件帳（1983 - 1984年、NHK大阪） - 剣持警部
- 月曜ドラマスペシャル / 一色京太郎事件ノート3（1996年、TBS・オフィス・ヘンミ） - 郷田泰三
- 南町奉行事件帖 怒れ!求馬 第1話「両国橋に駒が飛ぶ」、第2話「大奥に駒が飛ぶ」、第13話「求馬危うし!」（1997年 TBS・C.A.L） - 水野重勝
- 大江戸を駈ける! 第4話「師走の目撃者」（両国）、第15話「正義の剣よ永遠に・高輪」（2000年、TBS・C.A.L） - 松平伊豆守
- 主水之助七番勝負〜徳川風雲録外伝〜 第4話「芸者が惚れた死神」（2008年、TX・東映） ※吉田輝夫名義

### 書籍
- 僕らを育てた俳優のすごい人 吉田輝雄編（アンド・ナウの会）

### バラエティー番組
- オールスター家族対抗歌合戦（フジテレビ、1974年9月15日） - 一家で出演